# Henri Godin
Henri Godin (Audeux dans le Doubes, 13 aprile 1906 – Parigi, 16 gennaio 1944) è stato uno scrittore e cappellano francese assistente della Jeunesse ouvrière chrétienne (JOC) ed esperto in storia delle religioni.
La sua tesi era che la secolarizzazione francese, ben lungi dall'essersi affermata nel XVIII secolo, risalisse agli anni quaranta. Questa ipotesi, condivisa da Yvan Daniel, e pubblicata nel libro La France, pays de mission? creò un certo interesse nella gerarchia cattolica.
<<la guerra aveva generato nel cattolicesimo francese una più acuta coscienza di un problema emerso già all'indomani della Rivoluzione francese: lo stato di profonda "scristianizzazione" del paese. A porre esplicitamente la questione con esiti dirompenti fu nel 1943 il libro di due cappellani della JOC, Yvan Daniel e Henri Godin, intitolato "France, pays de mission?", che pubblicava i dati di un'inchiesta condotta nella periferia operaia di Parigi, da cui risultava la totale estraneità del mondo operaio ai valori e alle istituzioni del cristianesimo. I due assistenti della JOC [... (ritenevano che)] lo stato religioso delle masse operaie, che paragonavano ad un sostanziale paganesimo, richiedeva una nuova strategia di apostolato [...] "missionaria". >>
<<[Già negli anni precedenti, in particolare dopo l'estate del 1937 ed un 'progettuale' congresso francese della JOC, vi fu] una più capillare penetrazione del movimento di una spiritualità fortemente incentrata sulla liturgia e fortemente adattata, ancor più che nella JOC belga, alle esigenze dell'apostolato in ambiente operaio. Ne costituiscono una significativa attestazione i messali jocisti pubblicati a cura di ... Godin, la [cui] impostazione era coerente con l'obiettivo [dello stesso] di creare una cultura specificatamente operaia, saldamente ancorata ai valori del cristianesimo, che egli riteneva necessaria per la costruzione di una società stabile. Godin aveva esposto queste teorie nella tesi elaborata per la scuola dei Missionari del lavoro, presso l'Università cattolica di Lille. Lo studio fu discusso [dall'autore] nel 1937, e i suoi esaminatori, pur promuovendolo con lode, gli proibirono di pubblicarlo (cfr. G.BARRA - M.GUASCO, "Chiesa e mondo operaio. Le tappe di un'evoluzione: da don Godin ai preti operai ai 'preti al lavoro' ", Torino 1967, p.64. Vedi inoltre E.POULAT, 1965).
[Si trattava di promuovere] questa spiritualità alimentata principalmente dalla liturgia [che] era diretta a rafforzare la contrapposizione alle "false mistiche" di altri movimenti politici-religiosi, percepiti come il più grosso ostacolo al progetto del movimento. Il manuale scritto per i suoi militanti dallo stesso G., caratterizzava sin dalle prime pagine il cristianesimo come "una mistica, la più forte, la più dinamica di tutte (...) la sola (...) che possa salvare il mondo (...) una mistica completamente totalitaria", [... (tesa ad affermare il)] Regno di Cristo iniziato già sulla terra, e la cui costruzione richiedeva ai cattolici [, ed almeno al pari delle ideologie antagoniste,] una dedizione assoluta. Di questa "mistica" la liturgia costituiva uno degli alimenti principali, in quanto consentiva la realizzazione di uno dei suoi attributi essenziali: la dimensione comunitaria. Era essa, in particolare, che consentiva di costruire la chiesa come "la più mistica, la più dinamica, la più totalitaria di tutte le comunità", cui il mondo non poteva rinunciare per la propria ricostruzione [, perché] "il mondo non può 'ricrearsi' senza ella (la chiesa)">>

## Fonti
- Olivier Roy, Islam alla sfida della laicità